# Luther Ely Smith Square
Le Luther Ely Smith Square est une place du centre-ville de Saint-Louis, dans le Missouri, aux États-Unis. Située entre l'Old Courthouse à l'ouest-nord-ouest et la Gateway Arch à l'est-sud-est, elle est protégée au sein du parc national de Gateway Arch. Son nom honore Luther Ely Smith, avocat américain qui fut autrefois actif dans la ville.